# تپه جان‌بی‌بی
تپه جان بی بی در شهرستان علی‌آباد، بخش مرکزی، روستای سنگدوین واقع شده و این اثر در تاریخ ۲۷ مرداد ۱۳۸۲ با شمارهٔ ثبت ۹۷۶۲ به‌عنوان یکی از آثار ملی ایران به ثبت رسیده است.